# Braun Pál
Braun Pál (Budapest, Erzsébetváros, 1909. augusztus 15. – Budapest, 1998. február 24.) belgyógyász, osztályvezető főorvos, lapszerkesztő.

## Életpályája
Braun Dávid (1868–1929) biztosítóintézeti titkár és Donner Mária (1877–1952) fiaként született zsidó családban. Apja a Phönix Életbiztosító Társaság igazgatójaként hunyt el.
A budapesti Magyar Királyi Állami Berzsenyi Dániel Gimnáziumban érettségizett. Tanulmányait a budapesti Pázmány Péter Tudományegyetem Orvostudományi Karán folytatta (1934). Két évvel később jogosulttá vált a belbetegségek szakorvosa cím használatára. Az 1930-as években kezdett praxisa során kezelőorvosa volt József Attilának, Szerb Antalnak, Kéthly Annának, de a Fasor Szanatóriumban végzett munkája közben részt vett Horthy Miklós és súlyosan beteg lánya, Paulette kezelésében is. 1936. március 5-én Budapesten nőül vette Guttmann Lívia orvosnőt, akitől két évvel később elvált. 1941-ben Szűcs Ilonával kötött házasságot.
A második világháború alatt négy évet munkaszolgálatban töltött. A felszabadulás Angyalföldön érte, ahol részt vett egy segélykórház létesítésében. A háborút követően a Pázmány Péter Tudományegyetem I. sz. Belklinikájának (később Budapesti Orvostudományi Egyetem) tanársegédeként működött. 1945-től barátjával és kollégájával, a fogorvos és író Kovács Györggyel együtt megindította az Orvosok Lapját, mely a Magyar Orvosok Szabad Szakszervezetének hivatalos folyóirata lett. Ennek megszűnése (1949) után 25 évig szerkesztette az Orvosi Hetilapot. 1960 után az angyalföldi Róbert Károly körúti Kórház II. Belgyógyászati Osztályát vezette nyugalomba vonulásáig.
A Farkasréti temetőben nyugszik.

## Művei
- Penicillin. Az antibiotikus anyagok felfedezésének, physiológiai vizsgálatának és klinikai alkalmazásának ismertetése. (Orvosok Lapja, 1945, 1.)
- Hypophysaer-hypothalamikus syndroma atypusos formája. (Orvosok Lapja, 1945, 4.)
- Az elektronmikroszkópról. (Orvosok Lapja, 1946, 1.)
- A modern therapia elméletéhez. (Orvosok Lapja, 1946, 18.)
- Penicillin. Elmélet és gyakorlat. (Orvosok Lapja, 1947, 11.)
- Syphilis kezelése penicillinnel. (Orvosok Lapja, 1947, 36.)
- Tuberkulózis kezelése streptomycinnel. (Orvosok Lapja, 1948, 12.)
- A diureticumok helyes használata. Czoniczer Gáborral, Földi Mihállyal és Petrányi Gyulával. (Orvosi Hetilap, 1950, 39.)
- Tetrajodphenolphtalein kicsapódása alacsony albumin globulin quotiensa serumokban. Káldor Antallal és Kisfaludy Sándorral. (Orvosi Hetilap, 1950, 47.)
- Fibrinopeniás vérzékenység csontvelő-carcinosisban. Horányi Mihállyal. (Orvosi Hetilap, 1950, 49.)
- Papírchromatographiás vizsgálatok. Káldor Antallal és Kisfaludy Sándorral. (Orvosi Hetilap, 1951, 37.)
- Az antibioticumok hatásmechanizmusa. Elméleti problémák és gyakorlati vonatkozásaik. (Orvosi Hetilap, 1952, 32.)
- A normális és kóros emberi sérum és vizelet szabad aminosavainak vizsgálata quantitativ papirchromatographiával. Kisfaludy Sándorral és Dubsky Máriával. (Orvosi Hetilap, 1954, 25–26.)
- Az acupuncturáról. Egy ősrégi kínai gyógymód modern alkalmazása. (Orvosi Hetilap, 1955, 29.)
- Aminosav vizsgálatok Wilson-kórban. Kisfaludy Sándorral. (Magyar Belorvosi Archívum, 1957, 5–6.)
- Hans Sarre: Nierenkrankheiten. Könyvismertetés. (Orvosi Hetilap, 1958, 21.)
- A modern pharmakotherapia árnyoldalai. (Orvosi Hetilap, 1958, 24.)
- Amylase és transaminase aktivitás egészségesek és betegek fórumában. Horváth Istvánnal. (Orvosi Hetilap, 1958, 35.)
- A serum és nyirok transaminase aktivitásának kísérletes vizsgálata. Papp Miklóssal és Horváth Istvánnal. (Orvosi Hetilap, 1958, 49.)
- A serum transaminase aktivitásának kísérletes vizsgálata nyirokpangás okozta szívizomkárosodáskor. Földi Mihállyal, Papp Miklóssal és Steczer Katalinnal. (Orvosi Hetilap, 1959, 16.)
- Enzymek. (Orvosi Hetilap, 1959, 20.)
- Leucin-aminopeptidase aktivitás meghatározása egészségesek és betegek fórumában. P. Németh Évával, Papp Miklóssal és Steczer Katalinnal. (Orvosi Hetilap, 1959, 39.)
- A modern gyógyszeres therapia veszélyei. Fekete Györggyel. Budapest, 1962
- Organikus jódvegyület hatása a serum fehérjéhez kötött és butanollal extrahálható jódszintjére. Gedeon Andrással, Remenárné Balogh Irénnel és Kertai Pállal. (Orvosi Hetilap, 1962, 6.)
- Diureticumok hatása a serum és vizelet aminosav tartalmára, szűrővizsgálatra alkalmas gyors módszer össz-alpha-aminonitrogén meghatározására. Hauk Máriával, Horváth Istvánnal és Szentirmay Attilával. (Orvosi Hetilap, 1962, 41.)
- Az Enteroseptol felszívódásának vizsgálata állatkísérletekben. R. Balogh Irénnel, Gedeon Andrással és Kerta Pállal. (Orvosi Hetilap, 1964, 6.)
- Különböző vizeletsteroidok aránya elhízott nőbetegeken. Csillag Miklóssal, Gedeon Andrással. Fehér G. Katalinnal és Vatai Margittal. (Orvosi Hetilap, 1965, 19.)
- Különböző vizeletsteroidok arányának alakulása elhízott nőbetegeken ACTH serkentés után. Csillag Miklóssal,  Gedeon Andrással, Fehér G. Katalinnal és Vatai Margittal. (Orvosi Hetilap, 1965, 41.)
- Niamid antidiabetikus hatása. Fóris Gabriellával, Gedeon Andrással és Kertai Pállal. (Orvosi Hetilap, 1967, 37.)
- Intenzív therápiás részleg belbetegek számára. Szervezési kérdések. (Orvosi Hetilap, 1967, 51.)
- Beszámoló 89 szívinfarctusos beteg észleléséről intenzív therapiás részlegen. Gedeon Andrással és Bánlaky Mariannával. (Orvosi Hetilap, 1968, 26.)
- A szívinfarctus rizikó-faktorai információs értékéről. (Orvosi Hetilap, 1971, 41.)
- A tömegturizmusról – orvosi szemmel. (Orvosi Hetilap, 1972, 35.)
- A C3 complement componens serum-concentratiójának változásai a szív-infarctus acut fázisában. Várkonyi Sándorral, Surján Lászlónéval és Füst Györggyel. (Magyar Belorvosi Archívum, 1974, 5.)
- Beszámoló 840 szívizom infarctusos beteg észleléséről és kezeléséről coronaria őrző részlegen. Várkonyi Sándorral. (Orvosi Hetilap, 1977, 5.)
- 100 éves a Róbert Károly körúti Kórház. Szerk., Budapest, 1984
- Coronaria örző részleg létesítése - 20 évvel ezelőtt. (Orvosi Hetilap, 1988, 10.)
- Linksz Artúr emléke. (Orvosi Hetilap, 1997, 26.)
- Találkozás Che Guevarával. (Orvosi Hetilap, 1998, 14.)

## Díjai, elismerései
- Érdemes Orvos (1955)[6]
- Kiváló Orvos (1968)[7]
- Szakszervezeti Munkáért (1970)
- Munka Érdemrend arany fokozata (1978)